# Мунера, Альваро
А́льваро «Эль Пиларико» Му́нера Буйлес (род. 1965, Медельин) — известный колумбийский тореадор. По окончании карьеры  —  активный защитник прав животных.

## Биография
Альваро Мунера родился в Медельине, где с четырёх лет наблюдал за боями быков.  В 12-летнем возрасте он принимает решение стать тореадором. Его профессиональная карьера началась в 17 лет. Агентом Альваро стал Томас Редондо.
Мунера одержал 22 победы на арене, пока 22 сентября 1984 на арене в испанском Альбасете бык по кличке Бархат не напал на тореадора, нанеся тому значительные увечья. Разъярённый зверь  подхватил Альваро за левую ногу и поднял, сломав спортсмену пятый шейный позвонок с необратимым медуллярным поражением, сопровождающимся черепно-мозговой травмой. Мунеру парализовало.
Спустя четыре месяца он был переведён в Мемориальную больницу Джексона в Майами (США). Там Мунера  оставался  на реабилитации 4,5 года, и в это время он восстановил мобильность своих рук и смог начать движение в инвалидном кресле. Он также воспользовался свободным временем для изучения теософии.
По возвращении домой Альваро Мунера стал  активным противником корриды. В 1997 году в Медельине он создал и возглавил фонд защиты животных Force Anticrueldad Unida by the Nature of Animals (Fauna). За свою деятельность неоднократно подвергался критике как среди сторонников корриды, так и среди зоозащитников. Первые считают его предателем, другие же не могут простить кровавого прошлого.
В 2010 году Мунера вынес на рассмотрение Парламента Каталонии законопроект о полном запрете корриды. Но принят он так и не был.